# Peltacanthina auricoma
Peltacanthina auricoma är en tvåvingeart som beskrevs av Günther Enderlein 1924. Peltacanthina auricoma ingår i släktet Peltacanthina och familjen bredmunsflugor. Inga underarter finns listade i Catalogue of Life.